# Polonița
Polonița (węg. Székelylengyelfalva) – wieś w Rumunii, w okręgu Harghita, w gminie Feliceni. W 2011 roku liczyła 334 mieszkańców.